# Richard T. James

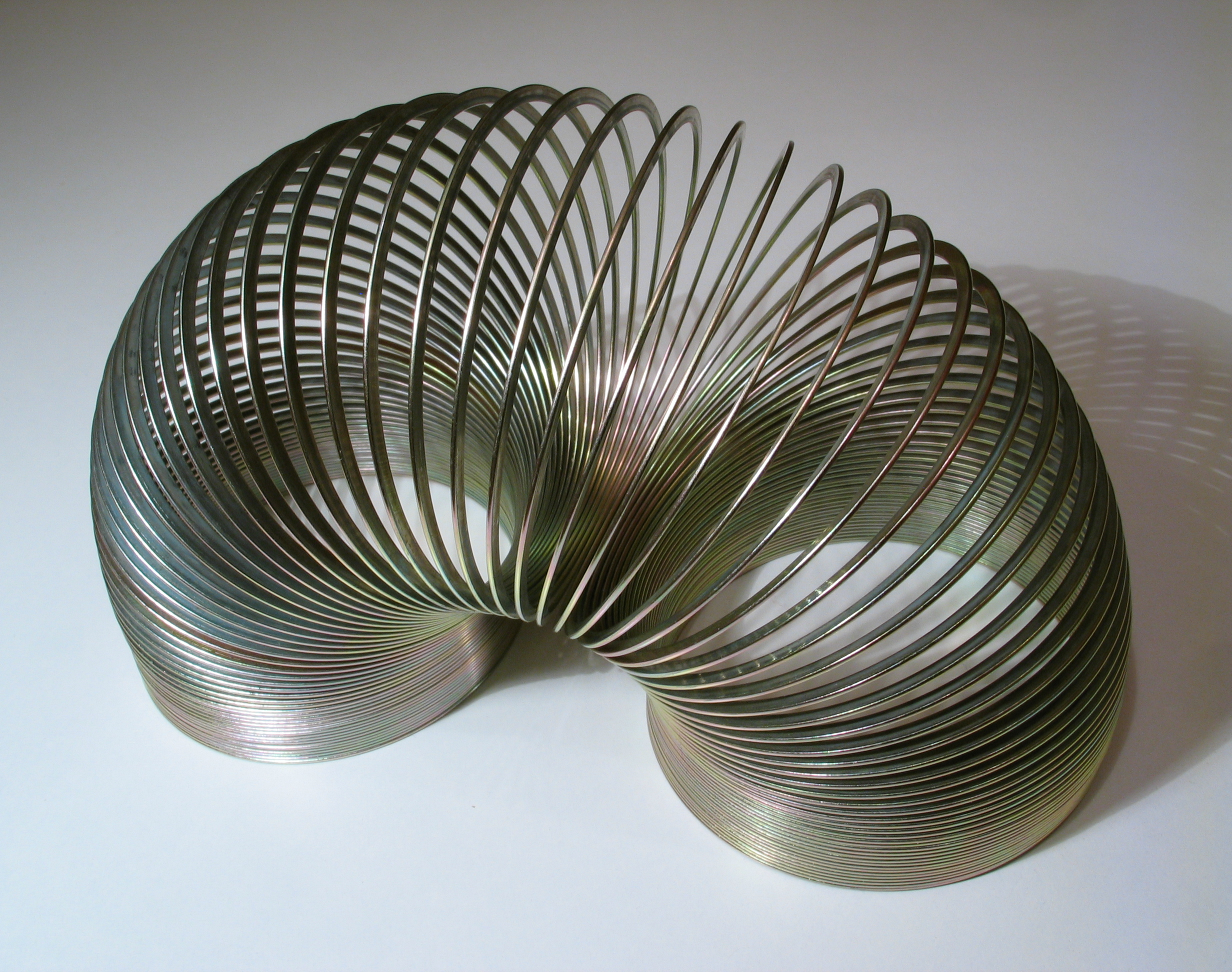
Slinky.

Richard Thompson James, född 1 januari 1914 i Delaware, död 1974 i Bolivia, var en amerikansk ingenjör i amerikanska flottan. Han är mest känd för att av "misstag" uppfunnit den kända leksaksfjädern Slinky, även kallad en trappfjäder, när han testade fjädrar att använda för balansering av känsliga instrument ombord på fartyg.

## Biografi

### Privatliv
Richard T. James avlade 1939 examen som maskinteknikingenjör vid Pennsylvania State University.[källa behövs]

### Karriär
James upptäckte Slinky-effekten 1943 när han av misstag tappade en fjäder som han använt i sitt arbete med att läsa problemet med balanserade mätinstrument på båtar i sjögång. Han noterade fjäderns fortsatta rörelse och fick idén till att utveckla och marknadsföra den som en leksak. Han experimenterade de kommande två åren med olika mått och typer av ståltråd. Med en maskin för att göra spolar kunde James sedan masstillverka Slinkyn. Hans fru kom senare på namnet när hon bläddrade igenom en ordbok och tyckte ordet "Slinky" bra beskrev fjäderns rörelser. Tillsammans tillverkade de 400 exemplar av leksaken och övertygade Gimbles varuhus i Pennsylvania att marknadsföra leksaken under julen 1945. Alla fjädrar såldes under första dagen.[källa behövs] Leksaken blev en internationell framgång och har sedan dess sålts i cirka 300 miljoner exemplar.[källa behövs]
Omkring 1960 lämnade James USA för att åka till Bolivia och arbeta för Wycliff Bible Translators. Hans fru Betty tog då över leksaksföretaget.[källa behövs]
James dog år 1974 i Bolivia av en hjärtattack.